# Старе Ґрохале
Старе Ґрохале (пол. Stare Grochale) — село в Польщі, у гміні Леонцин Новодворського повіту Мазовецького воєводства.
Населення — 157 осіб (2011).
У 1975-1998 роках село належало до Варшавського воєводства.

## Демографія
Демографічна структура станом на 31 березня 2011 року:
|          | Загалом | Допрацездатний вік | Працездатний вік | Постпрацездатний вік |
| -------- | ------- | ------------------ | ---------------- | -------------------- |
| Чоловіки | 69      | 14                 | 51               | 4                    |
| Жінки    | 88      | 20                 | 52               | 16                   |
| Разом    | 157     | 34                 | 103              | 20                   |